# Comuna Popivka, Zinkiv
Popivka (în ucraineană Попівка) este o comună în raionul Zinkiv, regiunea Poltava, Ucraina, formată din satele Buhalivka, Dereahî, Kîreakove, Popivka (reședința), Ustîmenkî, Vintenți și Zaiicenți.

## Demografie
Componența lingvistică a comunei Popivka
     Ucraineană (95,61%)
     Rusă (2,49%)
     Română (1,75%)
     Alte limbi (0,15%)
Conform recensământului din 2001, majoritatea populației comunei Popivka era vorbitoare de ucraineană (95,61%), existând în minoritate și vorbitori de rusă (2,49%) și română (1,75%).